# Curiosity - What's Inside the Cube?
Curiosity - What's Inside the Cube? è stato un esperimento dello studio 22Cans di Peter Molyneux. Originariamente chiamato "Curiosity", il gioco è stato poi rinominato per evitare confusione con il rover in missione su Marte. L'esperimento sociale è concluso il 26 maggio ed è stato vinto da Bryan Henderson da Edimburgo, in Scozia.

## Background
Curiosity è un esperimento sociale multiplayer. L'impostazione di gioco è una stanza bianca informe e minimalista nel mezzo della quale galleggia un cubo gigante fatto di miliardi di cubi più piccoli ("cubelets") e del testo fluttuante bianco su ogni strato, di solito di argomento correlato al gioco (hashtag, notifiche, ecc), contenenti piccoli messaggi. I giocatori devono toccare i cubelets per scavare attraverso la superficie di ogni strato e mostrare il livello immediatamente inferiore. L'obiettivo è di raggiungere il centro per scoprire cosa c'è dentro il cubo. Ogni strato, che ha un aspetto o design distinto, contiene un indizio su ciò che è nel centro del cubo. Ogni cubelet distrutto dà al giocatore un premio in monete. Le monete possono essere spese per strumenti che migliorano temporaneamente le abilità del giocatore, con varianti che vanno dal ferro all'acciaio al diamante, che aumenta il numero di cubelets distrutti ad ogni colpo, o petardi che possono essere posati sul cubo in lunghe stringhe per creare esplosioni concatenate.
22Cans intende aggiungere ulteriori meccaniche di gioco come i progressi dei giocatori. La versione 2 distribuita il 7 dicembre ha incluso tre nuove caratteristiche (Draw mode, Badgers e Golden Badgers), nonché una pagina con varie statistiche. Inoltre, Peter Molyneux fa intendere che ci può essere nel gioco più di quanto sembri: "Non abbiamo detto tutto quello che succede quando si gioca con il cubo. Quando si gioca, si stanno facendo più cose allo stesso tempo."
Peter Molyneux ha detto che "ciò che è dentro il cubo è la vita mutevole, sorprendente in qualsiasi definizione".
Le statistiche della versione 2 del gioco indicano che dall'8 dicembre, il numero dei giocatori è di 3 milioni. 22Cans non ha previsto inizialmente un flusso di giocatori così elevato, il che ha portato, nella prima settimana dal lancio, ad avere problemi di connettività persistenti.
Il testo fluttuante di tutti i livelli di solito porta l'hashtag relativo all' 'esperimento/gioco', #Curiosity, o messaggi brevi e informali da parte del personale.

## Distribuzione
Il gioco è stato sottoposto ad Apple il 28 settembre 2012. Il gioco era destinato ad essere messo in commercio alle 00:22 del 7 novembre 2012, ma Apple ha messo in commercio il gioco all'oscuro di 22Cans il 6 novembre.
La versione Android di Curiosity è stata messa in commercio il 6 novembre. Il giorno del lancio l'applicazione non è stata in grado di connettersi al server ufficiale per la mole di utenti connessi. Dal suo lancio su Google Play, le recensioni sono state divise per circa un terzo degli utenti con voto 5 stelle e per due terzi con voto 1 stella. Le recensioni sono costantemente migliorate dalla versione 2, che ha introdotto tre nuove caratteristiche di gioco. Essa è stata distribuita nello store di Android il 7 dicembre.
Anche se una versione per PC non è stata ancora distribuita, gli utenti PC possono giocare Curiosity tramite programmi come BlueStacks App Player e molti altri.

## Livelli
Ogni strato del cubo ha un aspetto distinto o un disegno, di solito si alternano fra foto e tinte unite. Gli sviluppatori hanno dichiarato che il cubo in origine conteneva circa 69 miliardi di cubelets. A partire da aprile 2013, vi erano circa 50 strati rimanenti, composti da 3,6 miliardi di cubelets. L'ultimo strato è stato rimosso il 26 maggio.

## Completamento
Il 26 maggio 2013, 22Cans e Peter Molyneux hanno annunciato via Twitter che l'ultimo strato era stato rimosso e il cubo era stato aperto, rivelando il video premio al giocatore vincente che aveva rimosso tale strato finale. Al vincitore Bryan Henderson di Edimburgo, è stata data l'opzione di mantenere il contenuto del cubo per sé stesso o condividerlo con il pubblico. Molyneux ha annunciato che Henderson ha scelto di condividere il premio.
Secondo il video che Henderson ha visto e 22Cans pubblicato su YouTube il giorno in cui l'esperimento si è concluso, i contenuti all'interno del cubo includevano la capacità di essere l'unico, onnipotente, dio digitale all'interno del gioco in imminente distribuzione dei 22Cans, ossia Godus. Il premio per il completamento del cubo include anche la possibilità di guadagnare una piccola porzione di tutte le entrate derivanti dal gioco Godus.
Tuttavia, da gennaio 2015, Henderson ha ricevuto da poche a nessune notizie da 22Cans, e visto lo stato disastroso del progetto (abbandono del lead designer Molyneux, mancanza di aggiornamenti da mesi) non riceverà niente di quanto gli sia stato promesso.